# Maha Akhtar
Maha Akhtar (Beirut, 1965) es una escritora y periodista estadounidense de origen libanés e indio. Ha sido bailarina de flamenco y tiene una estrecha relación con Andalucía, también es conocida como la nieta de Anita Delgado.

## Biografía
Maha Akhtar es periodista, novelista y conferenciante de éxito internacional. Además es redactora profesional de discursos, empresaria y bailarina.
Empezó su carrera de escritora en España con dos memorias y dos novelas escritas en español que se publicaron en España y en toda Iberoamérica, (incluyendo a Brasil)
La carrera de Akhtar comenzó en el negocio de la música en 1985 en Fiction Records, donde fue asistente de The Cure. Luego se trasladó al mundo de la gastronomía y el vino trabajando para The Zagat Guide antes de unirse a CBS News en enero de 1993, donde trabajó al lado de Dan Rather como su jefe de personal, portavoz y mano derecha.
Fue responsable de crear, coordinar y manejar los proyectos externos de Rathers: libros, discursos, la creación de los Archivos Rather de la Universidad de Boston, la creación de la Escuela Dan Rather de Periodismo en la Universidad Estatal de Sam Houston y una beca anual.
Akhtar viajó extensamente con Rather, incluyendo las guerras en Bosnia, Afganistán e Irak, produciendo y reservando muchas historias con Rather para las tres emisiones en las que estuvo involucrado: Evening News, 48 Hours y 60 Minutes.
Escribió y colaboró con Rather en todos sus discursos públicos y otros escritos incluyendo sus comentarios diarios de radio y colaboró con él en muchos de sus libros.
Después de salir de CBS News, Akhtar se trasladó a España donde se embarcó en una carrera de flamenco, trabajando y viajando por Europa con la Compañía Manuela Carrasco y con Rafael Amargo.
Simultáneamente, comenzó a escribir, para revistas como Departures, donde sigue siendo editora colaboradora, y para otros periódicos españoles al tiempo que creaba una empresa: Garde Robe, donde sus capacidades creativas se vieron de nuevo expuestas porque tuvo la idea de crear un armario para prendas de lujo al cuidado de profesionales debido a la restricción de espacios en Nueva York, empresa que vendió y ha sido evolucionando con mucho éxito.
Akhtar también ha trabajado con diversas figuras públicas en el Medio Oriente, en particular la Reina Noor de Jordania, para quien escribió discursos y dirigió apariciones en medios de comunicación y eventos públicos tanto en Jordania como en los Emiratos y los Estados Unidos.
Maha Akhtar sigue escribiendo discursos para personas de alto perfil en el mundo y siendo escritora fantasma para ellos.
Akhtar se graduó "summa cum laude" de Bryn Mawr College en 3 años (práctica estándar con estudiantes con sobresaliente).
Habla siete idiomas: inglés, francés, español, italiano, árabe, hindi y urdu; y entre sus pasiones está el vino al que dedica una parte de su tiempo como sommelier. 
Akhtar reside actualmente en Nueva York.

## Obras
- La nieta de la maharaní, libro autobiográfico, traducción de inglés de Enrique Alda; editorial Roca, 2009
- La princesa perdida, libro autobiográfico, traducción de inglés de Enrique Alda; Roca, 2011
- Miel y almendras, novela, traducción de inglés de Enrique Alda; Roca, 2012
- Las huellas en el desierto, novela, traducción de inglés de Enrique Alda; Roca, 2014
- Medianoche en Damasco, novela, traducción de inglés de Enrique Alda; Roca, 2017.